# ル・アーヴル駅
ル・アーヴル駅（ル・アーヴルえき、フランス語: Gare du Havre）は、フランス、セーヌ＝マリティーム県のル・アーヴルにある鉄道駅である。

## 歴史

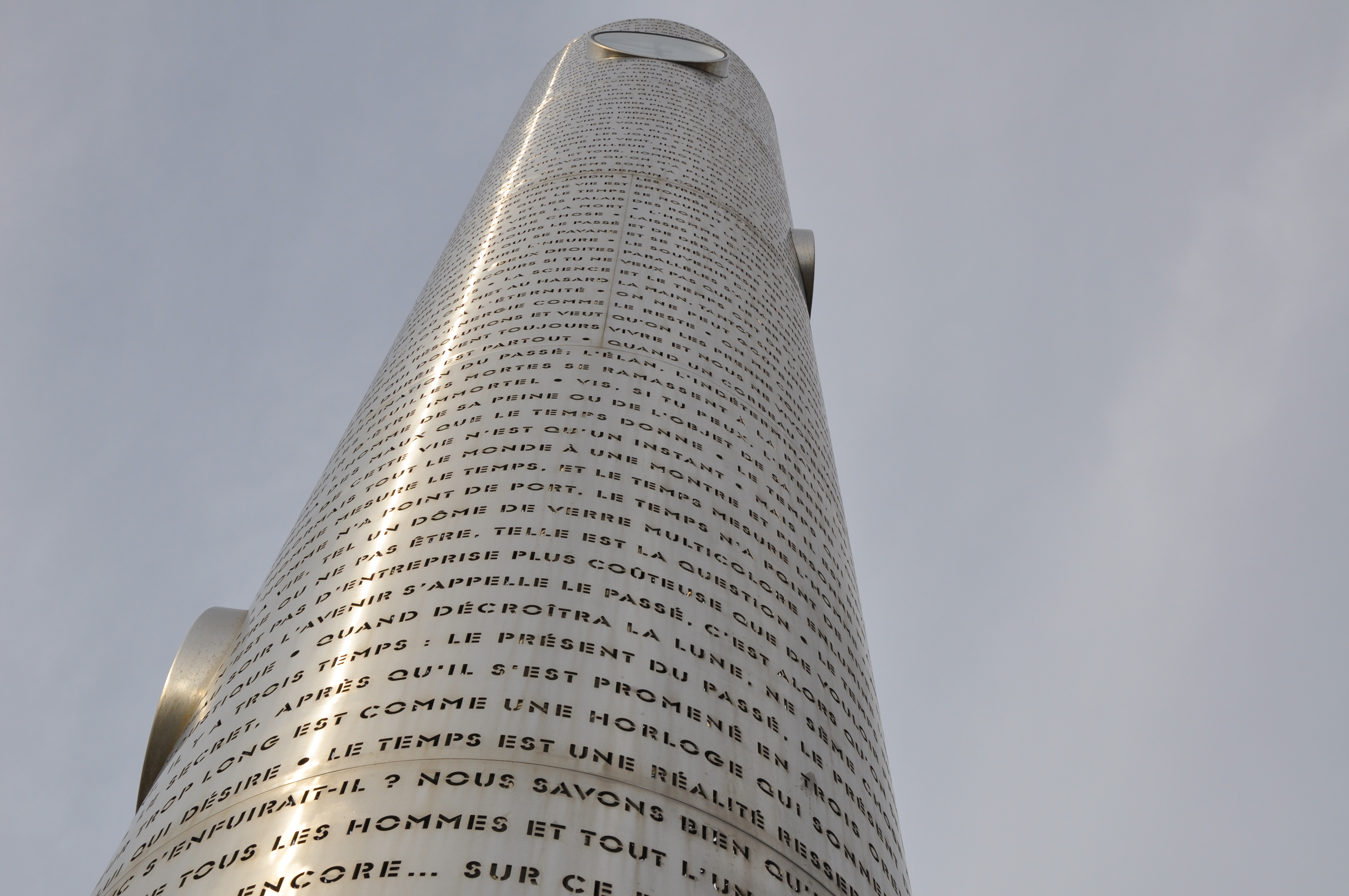
現在、駅前に建つ時計塔。

現在のファサードは1931年から1932年にかけてアンリ・パコン (Henri Pacon) の手によって再建された後、1944年の難を逃れて、1960年に修復された。しかし塔は爆撃で破壊され、再建されなかった。また、金属の骨組みで支えられているガラス屋根はジュスト・リシュ (Juste Lisch) により建てられた駅の物がそのまま残っている。
ル・アーヴルはかつて、トゥールヴィル＝レ＝ジフ (Tourville-les-Ifs) と結びついていた。今日、近郊輸送としてロルヴィル駅（Gare de Rolleville）までの列車が運行されている。
塔は1944年9月の爆撃の難を逃れたが、1960年代頃に道路を拡張するために破壊された。
ル・アーヴル駅では2007年7月13日から8月31日にかけて売店やホームを中心に改修工事が行われた。

## 利用可能な鉄道路線

### TGV
- ル・アーヴル - ルーアン＝リヴ＝ドロワット - マント＝ラ＝ジョリ - ヴェルサイユ＝シャンティ - マッシー＝パレゾー - リヨン・パールデュー - ヴァランスTGV - アヴィニョンTGV - マルセイユ・サン・シャルル
毎日一往復

- ル・アーヴル - ルーアン＝リヴ＝ドロワット - マント＝ラ＝ジョリ - シャルル・ド・ゴール空港第2TGV - シャンパーニュ＝アルデンヌTGV - ムーズTGV - ロレーヌTGV - ストラスブール
毎日一往復

### コライユ・アンテルシテ（Corail InterCités）
- ル・アーヴル - ルーアン＝リヴ＝ドロワット - パリ＝サン＝ラザール

### TER
- ル・アーヴル - ブレオテ＝ブーズヴィル - フェカン
- ル・アーヴル - ルーアン＝リヴ＝ドロワット
- ル・アーヴル - モンティヴィリエ(Montivilliers) - ロルヴィル(Rolleville)

## 接続
ル・アーヴル駅はポルト・オセアン交通会社(Compagnie des transports de la porte océane, CTPO)が運営を受託するラ・スタシオン（"La Station"）と名付けられたバスの拠点を併設し、重要な交通結節点となっている。ラ・スタシオンは駅の隣にあり、次の公共交通機関の路線が発着している。
- バス(Bus)

1、3、4、5、6、6bis、7、8、9、11の各系統
- 夜行バス(Midnight Bus)

A、B、C、E、Fの各系統
- 都市間バス(Cars Interurbains)
  - 20系統 ル・アーヴル - コドゥベック＝アン＝コー(Caudebec-en-Caux)(ケオリ(Keolis)社)
  - 23系統 ル・アーヴル - ゴドゥルヴィル(Goderville) - フェカン (カル・ペリエ(Cars Périer)社)
  - 24系統 ル・アーヴル - エトルタ - フェカン (カル・ペリエ社)
  - 50系統 ル・アーヴル - リジュー(Lisieux) (ブス・ヴェルト・ドゥ・カルヴァドス(Bus verts du Calvados)社)

## 計画
ル・アーヴル駅の塔は2010年から復元される予定である。この復元は国際連合教育科学文化機関、歴史的記念物補助金、都市、地域圏、国鉄の支出とメセナによって行われる。
再建工事は路面電車の1号線が開業する2012年頃に終わる予定である。.
現在、駅前に建っている時計塔はCTPOのバス路線が発着しているロン・ポワン広場(Place du Rond Point)に移される。